# اوبرهایمباخ
اوبرهایمباخ (به آلمانی: Oberheimbach) یک شهر در آلمان است که در ماینتس-بینگن واقع شده‌است. اوبرهایمباخ ۶۸۲ نفر جمعیت دارد.